# Ōgoe Diamond
„Ōgoe Diamond” (jap. 大声ダイヤモンド Ōgoe Daiyamondo) – dziesiąty singel japońskiego zespołu AKB48, wydany w Japonii 22 października 2008 roku przez You! Be Cool.
Singel został wydany w dwóch edycjach: regularnej oraz „teatralnej”. Osiągnął 3 pozycję w rankingu Oricon i pozostał na liście przez 78 tygodni, sprzedał się w nakładzie 96 566 egzemplarzy. Singel zdobył status złotej płyty.
Utwór tytułowy został wykorzystany w zakończeniu TV dramy Men★dol ~Ikemen Idol~ (jap. メン★ドル ～イケメンアイドル～).

## Lista utworów
Wer. regularna
| CD  |                                                      |                                                     |                                                     |                                                     |      |
| Nr  | Tytuł                                                | Słowa                                               | Kompozycja                                          | Aranżacja                                           | Czas |
| 1.  | „Ōgoe Diamond” (jap. 大声ダイヤモンド)               | Yasushi Akimoto                                     | Yoshimasa Inoue                                     | Yoshimasa Inoue                                     |      |
| 2.  | „109” (jap. 109（マルキュー） Marukyū)               | Yasushi Akimoto                                     | Shintarō Itō                                        | Yūichi "Masa" Nonaka                                |      |
| 3.  | „Ōgoe Diamond” (jap. 大声ダイヤモンド) (team A ver.) | Yasushi Akimoto                                     | Yoshimasa Inoue                                     | Yoshimasa Inoue                                     |      |
| 4.  | „Ōgoe Diamond” (jap. 大声ダイヤモンド) (team B ver.) | Yasushi Akimoto                                     | Yoshimasa Inoue                                     | Yoshimasa Inoue                                     |      |
| DVD |                                                      |                                                     |                                                     |                                                     |      |
| Nr  | Tytuł                                                | Tytuł                                               | Tytuł                                               | Tytuł                                               | Czas |
| 1.  | „Ōgoe Diamond” (jap. 大声ダイヤモンド) (Music Clip)  | „Ōgoe Diamond” (jap. 大声ダイヤモンド) (Music Clip) | „Ōgoe Diamond” (jap. 大声ダイヤモンド) (Music Clip) | „Ōgoe Diamond” (jap. 大声ダイヤモンド) (Music Clip) |      |
| 2.  | „Making” (jap. メイキング)                           | „Making” (jap. メイキング)                          | „Making” (jap. メイキング)                          | „Making” (jap. メイキング)                          |      |

Wer. teatralna
| CD  |                                                         |                                                     |                                                     |                                                     |      |
| Nr  | Tytuł                                                   | Słowa                                               | Kompozycja                                          | Aranżacja                                           | Czas |
| 1.  | „Ōgoe Diamond” (jap. 大声ダイヤモンド)                  | Yasushi Akimoto                                     | Yoshimasa Inoue                                     | Yoshimasa Inoue                                     |      |
| 2.  | „109” (jap. 109（マルキュー） Marukyū)                  | Yasushi Akimoto                                     | Shintarō Itō                                        | Yūichi "Masa" Nonaka                                |      |
| 3.  | „Ōgoe Diamond” (jap. 大声ダイヤモンド) (team K ver.)    | Yasushi Akimoto                                     | Yoshimasa Inoue                                     | Yoshimasa Inoue                                     |      |
| 4.  | „Ōgoe Diamond” (jap. 大声ダイヤモンド) (Kenkyūsei ver.) | Yasushi Akimoto                                     | Yoshimasa Inoue                                     | Yoshimasa Inoue                                     |      |
| 5.  | „Ōgoe Diamond” (jap. 大声ダイヤモンド) (SKE48 ver.)     | Yasushi Akimoto                                     | Yoshimasa Inoue                                     | Yoshimasa Inoue                                     |      |
| DVD |                                                         |                                                     |                                                     |                                                     |      |
| Nr  | Tytuł                                                   | Tytuł                                               | Tytuł                                               | Tytuł                                               | Czas |
| 1.  | „Ōgoe Diamond” (jap. 大声ダイヤモンド) (Music Clip)     | „Ōgoe Diamond” (jap. 大声ダイヤモンド) (Music Clip) | „Ōgoe Diamond” (jap. 大声ダイヤモンド) (Music Clip) | „Ōgoe Diamond” (jap. 大声ダイヤモンド) (Music Clip) |      |
| 2.  | „Kokuhaku eizō” (jap. 告白映像))                        | „Kokuhaku eizō” (jap. 告白映像))                    | „Kokuhaku eizō” (jap. 告白映像))                    | „Kokuhaku eizō” (jap. 告白映像))                    |      |
| 3.  | „KE48 no kiseki” (jap. SKE48の軌跡)                     | „KE48 no kiseki” (jap. SKE48の軌跡)                 | „KE48 no kiseki” (jap. SKE48の軌跡)                 | „KE48 no kiseki” (jap. SKE48の軌跡)                 |      |

## Skład zespołu
„Ōgoe Diamond”
- Team A: Tomomi Itano, Mai Ōshima, Nozomi Kawasaki, Rie Kitahara, Haruna Kojima, Yukari Satō, Mariko Shinoda, Minami Takahashi, Atsuko Maeda, Minami Minegishi, Miho Miyazaki.
- Team K: Sayaka Akimoto, Yūko Ōshima, Erena Ono, Tomomi Kasai, Sae Miyazawa.
- Team B: Yuki Kashiwagi, Rino Sashihara, Mayu Watanabe.
- SKE48: Jurina Matsui (środek).

| 109 (Marukyū) - Atsuko Maeda (środek) - Sayaka Akimoto - Tomomi Itano - Tomomi Kasai - Yuki Kashiwagi - Nozomi Kawasaki - Rie Kiatahara - Haruna Kojima - Jurina Matsui - Miho Miyazaki - Minami Minegishi - Sae Miyazawa - Erena Ono - Mai Ōshima - Yūko Ōshima - Rino Sashihara - Yukari Satō - Mariko Shinoda - Minami Takahashi - Mayu Watanabe | Ōgoe Diamond (Team A) - Atsuko Maeda (center) - Reina Fujie - Tomomi Itano - Nozomi Kawasaki - Rie Kitahara - Haruna Kojima - Hitomi Komatani - Minami Minegishi - Miho Miyazaki - Rina Nakanishi - Risa Narita - Tomomi Ōe - Mai Ōshima - Amina Satō - Mariko Shinoda - Minami Takahashi - Hana Tojima | Ōgoe Diamond (Team B) - Natsumi Hirajima - Naru Inoue - Yuki Kashiwagi - Haruka Katayama - Yuki Matsuoka - Haruka Nakagawa - Sayaka Nakaya - Moeno Nitō - Reina Noguchi - Aika Ōta - Mika Saeki - Miki Saotome - Rino Sashihara - Miku Tanabe - Kazumi Urano - Mayu Watanabe - Rumi Yonezawa |

| Ōgoe Diamond (Team K) - Sayaka Akimoto - Kaoru Hayano - Tomomi Kasai - Kana Kobayashi - Asuka Kuramochi - Yuka Masuda - Natsumi Matsubara - Sae Miyazawa - Risa Naruse - Kayo Noro - Megumi Ohori - Erena Ono - Manami Oku - Yūko Ōshima - Natski Satō - Ayaka Umeda | Ōgoe Diamond (Team Kenkyūsei) - Yuka Arima - Rina Chikano - Arisa Hatayama - Sara Fujimoto - Haruka Ishida - Haruka Kohara - Satomi Muranaka - Chisato Nakata - Tomomi Nakatsuka - Misato Nonaka - Shizuka Ōya - Nae Suzuki - Aki Takajō - Mayu Tomita - Mayumi Uchida - Akane Uriya | Ōgoe Diamond (Team S) - Aki Deguchi - Honami Inagaki - Kanako Hiramatsu - Rikako Hirata - Mizuki Kuwabara - Aika Maekawa - Jurina Matsui - Rena Matsui - Yui Matsushita - Sayuki Mori - Yuka Nakanishi - Haruka Ono - Kiharu Ozeki - Masana Ōya - Mieko Satō - Seira Satō - Aiko Shibaki - Rina Shinkai - Kirara Suzuki - Shiori Takada - Tsukina Takai - Moe Yamashita |

## Notowania
| Lista                                      | Pozycja |
| ------------------------------------------ | ------- |
| Oricon Weekly Singles Chart                | 3       |
| Billboard Japan Hot 100                    | 13      |
| Billboard Japan Hot Singles Sales          | 6       |
| Billboard Japan Hot Top Airplay            | 14      |
| Billboard Japan Adult Contemporary Airplay | 81      |

## Inne wersje
- Tajska grupa BNK48, wydała własną wersję tej piosenki, pt. „Ko Chop Hai Ru Wa Chop”, na debiutanckim singlu Aitakatta w 2017 roku.